# ألفرد سميث (لاعب كريكت)
ألفرد سميث (بالإنجليزية: Alfred Smith)‏ (9 يوليو 1812 - 14 يناير 1892) هو لاعب كريكت بريطاني (وحمل سابقاً جنسية المملكة المتحدة لبريطانيا العظمى وأيرلندا).